# Castanopsis poilanei
Castanopsis poilanei är en bokväxtart som beskrevs av Paul Robert Hickel och Aimée Antoinette Camus. Castanopsis poilanei ingår i släktet Castanopsis och familjen bokväxter.
Artens utbredningsområde är Vietnam. Inga underarter finns listade.